# Laguna Chilin
A  Laguna Chilin  é um lago localizado na Guatemala. Localiza-se no departamento de Escuintla, Município de Guanagazapa.